# No Sex Just Understand
No Sex Just Understand är en svensk kortfilm från 2011 i regi av Mariken Halle. I rollerna ses bland andra Ylva Gallon, Jan Coster och Leif Edlund Johansson.

## Handling
En teatergrupp firar av sista föreställningen på en bar. De tar alltför stor plats och stamgästerna känner sig undanskuffade.

## Rollista
- Jan Coster – Stefan
- Leif Edlund Johansson – Jeppe
- Ylva Gallon – Mia
- Anna Harling – Malin
- Ludvig Turegård – Ludvig

## Om filmen
Filmen producerades av Halle, Gallo och Rasmus Lindgren och spelades in efter ett manus av Halle. Clara Bodén var fotograf och Halle klippare. Filmen premiärvisades den 30 januari 2011 på Göteborgs filmfestival och visades senare samma år på Uppsala kortfilmsfestival.
No Sex Just Understand belönades 2011 med priset Filmkajan för bästa kortfilm på Uppsala kortfilmsfestival och fick också ett hedersomnämnande på Nordisk Panorama i Danmark. Den nominerades även till en Guldbagge 2012 i kategorin Bästa kortfilm.